# Grand Prix Stanów Zjednoczonych – Zachód 1981
Grand Prix Stanów Zjednoczonych – Zachód 1981 – pierwsza runda Mistrzostw Świata Formuły 1 w sezonie 1981, która odbyła się 15 marca 1981, po raz szósty na torze Long Beach Street Circuit.
Było to 6. Grand Prix Stanów Zjednoczonych – Zachód zaliczane do Mistrzostw Świata Formuły 1.

## Wyniki

### Wyścig
| Poz. | Nr | Kierowca            | Zespół          | Okr. | Czas/NU                 | Poz. s. | Punkty |
| ---- | -- | ------------------- | --------------- | ---- | ----------------------- | ------- | ------ |
| 1    | 1  | Alan Jones          | Williams-Ford   | 80   | 1:50:41.33              | 2       | 9      |
| 2    | 2  | Carlos Reutemann    | Williams-Ford   | 80   | + 9.19                  | 3       | 6      |
| 3    | 5  | Nelson Piquet       | Brabham-Ford    | 80   | + 34.92                 | 4       | 4      |
| 4    | 22 | Mario Andretti      | Alfa Romeo      | 80   | + 49.31                 | 6       | 3      |
| 5    | 3  | Eddie Cheever       | Tyrrell-Ford    | 80   | + 1:06.70               | 8       | 2      |
| 6    | 33 | Patrick Tambay      | Theodore-Ford   | 79   | + 1 okr.                | 17      | 1      |
| 7    | 21 | Chico Serra         | Fittipaldi-Ford | 78   | + 2 okr.                | 18      |        |
| 8    | 16 | René Arnoux         | Renault         | 77   | + 3 okr.                | 20      |        |
| NU   | 14 | Marc Surer          | Ensign-Ford     | 70   | System paliwowy         | 19      |        |
| NU   | 28 | Didier Pironi       | Ferrari         | 67   | System paliwowy         | 11      |        |
| NU   | 25 | Jean-Pierre Jarier  | Ligier-Matra    | 64   | Pompa paliwa            | 10      |        |
| NU   | 6  | Héctor Rebaque      | Brabham-Ford    | 49   | Wypadek                 | 15      |        |
| NU   | 23 | Bruno Giacomelli    | Alfa Romeo      | 41   | Kolizja                 | 9       |        |
| NU   | 26 | Jacques Laffite     | Ligier-Matra    | 41   | Kolizja                 | 12      |        |
| NU   | 20 | Keke Rosberg        | Fittipaldi-Ford | 41   | Silnik                  | 16      |        |
| NU   | 9  | Jan Lammers         | ATS-Ford        | 41   | Kolizja                 | 21      |        |
| NU   | 29 | Riccardo Patrese    | Arrows-Ford     | 33   | System paliwowy         | 1       |        |
| NU   | 32 | Beppe Gabbiani      | Osella-Ford     | 26   | Wypadek                 | 24      |        |
| NU   | 12 | Nigel Mansell       | Lotus-Ford      | 25   | Wypadek                 | 7       |        |
| NU   | 27 | Gilles Villeneuve   | Ferrari         | 17   | Półoś                   | 5       |        |
| NU   | 7  | John Watson         | McLaren-Ford    | 16   | Hamulce                 | 23      |        |
| NU   | 11 | Elio de Angelis     | Lotus-Ford      | 13   | Wypadek                 | 13      |        |
| NU   | 15 | Alain Prost         | Renault         | 0    | Kolizja z de Cesaris'em | 14      |        |
| NU   | 8  | Andrea de Cesaris   | McLaren-Ford    | 0    | Kolizja z Prostem       | 22      |        |
| NZ   | 4  | Kevin Cogan         | Tyrrell-Ford    |      |                         |         |        |
| NZ   | 17 | Derek Daly          | March-Ford      |      |                         |         |        |
| NZ   | 31 | Miguel Ángel Guerra | Osella-Ford     |      |                         |         |        |
| NZ   | 30 | Siegfried Stohr     | Arrows-Ford     |      |                         |         |        |
| NZ   | 18 | Eliseo Salazar      | March-Ford      |      |                         |         |        |

- NU – nie ukończył wyścigu
- NZ – nie zakwalifikował się do wyścigu

## Klasyfikacja po wyścigu

### Kierowcy
| Poz. | Nr | Kierowca         | Punkty |
| ---- | -- | ---------------- | ------ |
| 1    | 1  | Alan Jones       | 9      |
| 2    | 2  | Carlos Reutemann | 6      |
| 3    | 5  | Nelson Piquet    | 4      |
| 4    | 22 | Mario Andretti   | 3      |
| 5    | 3  | Eddie Cheever    | 2      |
| 6    | 33 | Patrick Tambay   | 1      |

### Zespoły
| Poz. | Zespół        | Punkty |
| ---- | ------------- | ------ |
| 1    | Williams-Ford | 15     |
| 2    | Brabham-Ford  | 4      |
| 3    | Alfa Romeo    | 3      |
| 4    | Tyrrell-Ford  | 2      |
| 5    | Theodore-Ford | 1      |